# جاده ئی۵۴ اروپا
جاده ئی۵۴ اروپا (به انگلیسی: European route E54) یکی از جاده‌های اصلی قاره اروپا است.
این جاده که از شهر پاریس (فرانسه) شروع شده، در شهر مونیخ (آلمان) به پایان میرسد و مسافت آن ۹۰۶ کیلومتر است.